# 広島県道262号南観音観音線
広島県道262号南観音観音線（ひろしまけんどう262ごう みなみかんおんかんおんせん）は、広島県広島市西区を通る一般県道である。

## 概要
広島市西区南観音3丁目から広島市西区[観音新町4丁目に至る。

### 路線データ
- 起点：広島市西区南観音3丁目（広島スタジアム入口交差点、国道2号交点、広島市道駅前観音線終点）
- 終点：広島市西区観音新町4丁目
- 総延長：約3.3 km

## 路線状況

### 通称
- 空港通り（広島市）

## 地理

### 通過する自治体
- 広島市（西区）

### 交差する道路
| 交差する道路                          | 交差する場所  | 交差する場所                      |
| ------------------------------------- | ------------- | --------------------------------- |
| 国道2号 広島市道駅前観音線 / 中広通り | 南観音3丁目   | 広島スタジアム入口交差点 / 起点   |
| 広島市道霞庚午線                      | 観音新町1丁目 | 広島ヘリポート入口交差点          |
| 広島南道路 広島高速3号線              | 観音新町3丁目 | 広島ヘリポート北交差点 観音出入口 |

### 沿線
かつての広島空港（後に広島西飛行場、現・広島ヘリポート）と広島市中心部を結ぶ路線であり、空港通りの名の由来も広島空港から来ている。
- 広島県立広島観音高等学校
- 広島市立観音中学校
- 広島市立南観音小学校
- スパーク空港通り店
- 広島西税務署
- 広島県総合グランド
  - 広島県総合グランドメインスタジアム
  - 広島県総合グランドラグビー場
  - 広島県総合グランド野球場
  - 広島県総合グランド運動場・補助競技場
- 中国運輸局広島陸上運輸支局
- 広島三菱病院
- 広島ヘリポート（旧広島西飛行場、1993年（平成5年）までの広島空港）
- 三菱重工業広島製作所
- 山陽高等学校
- 広島県自動車学校
- マリーナホップ
- 広島観音マリーナ